# 格奥尔格·特拉克尔

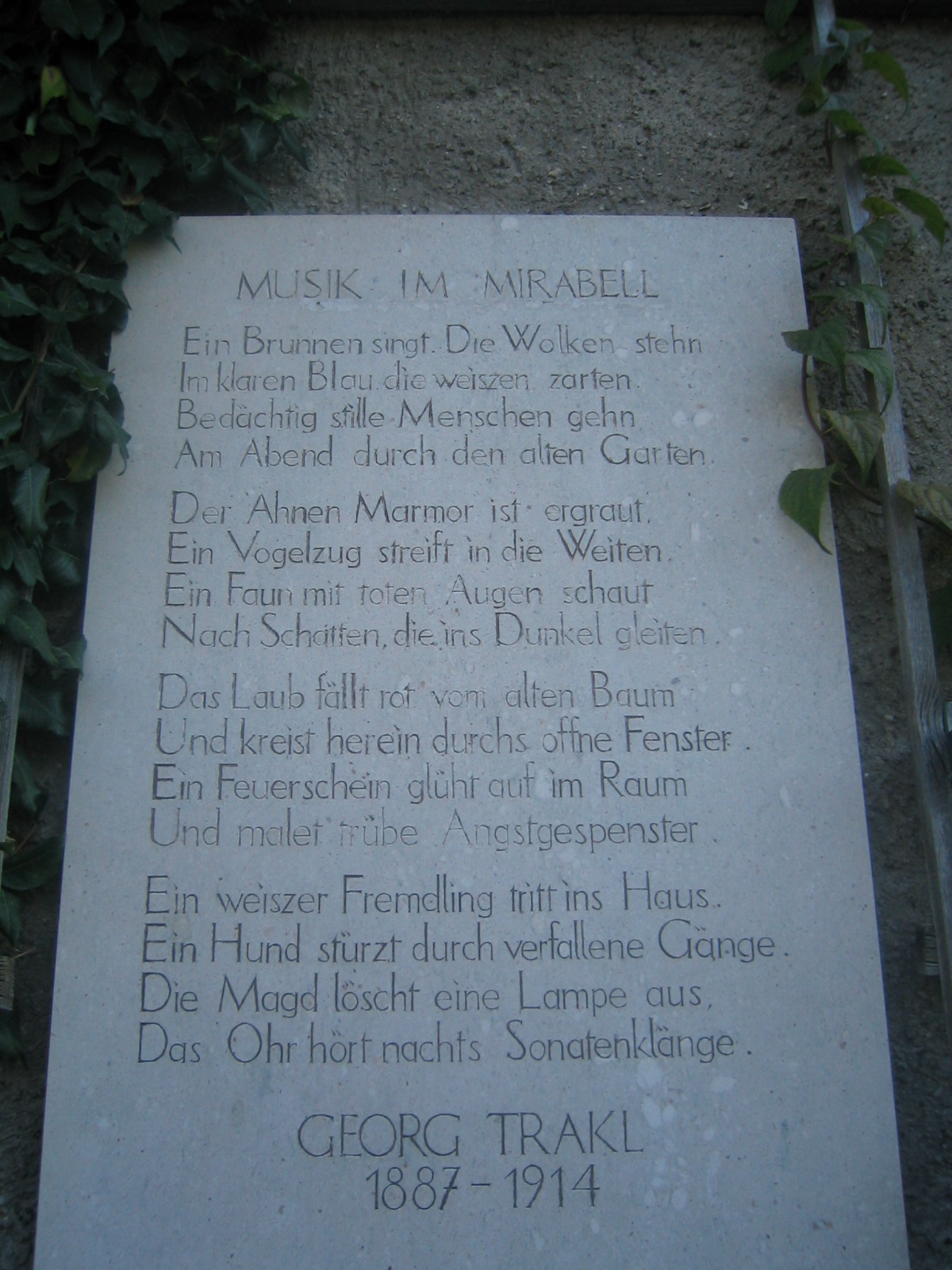
特拉克尔的一首诗，刻在萨尔茨堡米拉贝尔花园的一块牌匾上。

格奥尔格·特拉克尔（Georg Trakl，1887年2月3日—1914年11月3日），20世纪奥地利著名诗人。

## 生活和作品
特拉克尔出生于奥地利萨尔茨堡，他在那里度过了生命的前18年。他的父亲托比亚斯（Tobias）是一个五金经销商，他的母亲是一个对美术和音乐有强烈爱好的家庭主妇。
特拉克尔的父母都是清教徒，但他自己却在一个天主教小学接受教育。1897年，特拉克尔进入萨尔茨堡的德国公学（Staatsgymnasium）读书，在那里他学习拉丁语、希腊语和数学。1904年左右，特拉克尔开始写诗。
1905年，特拉克尔从高中退学，他随后当了三年药剂师，并决定以此为职业。但在这个时候他开始尝试写剧本，他的前两个短剧本《万灵节》（All Souls' Day）和《摩甘娜》（Fata Morgana）都未能在舞台上演。
1908年，特拉克尔来到维也纳学习医药。他认识了当地的一些艺术家和波西米亚人。在这些人的帮助下特拉克尔发表了自己一些诗。特拉克尔的父亲在1910年去世，在这之前特拉克尔刚刚获得药剂师证书。之后特拉克尔入伍服了1年兵役。退伍后他回到萨尔茨堡，在那里他不幸的被再次征召入伍，为一名卫生员在奥地利因斯布鲁克的一家医院服务。在因斯布鲁克他认识了当地的艺术社团；后者发现了特拉克尔的艺术才能。 明镜杂志的编辑路德维希·冯菲克尔（Ludwig von Ficker）成了特拉克尔的赞助人。他经常印刷特拉克尔的作品，努力寻找一个出版商为特拉克尔出版诗集。在他的努力下，1913年夏天，莱比锡的出版家Kurt Wolff出版了特拉克尔的处女作品集《诗集》。1914年7月，著名哲学家维特根斯坦捐赠10万克朗金币，委托冯菲克尔救济穷困的奥地利艺术家，特拉克尔和另一位奥地利诗人里尔克分别得到了2万克朗。这笔钱使得穷困的特拉克尔可以继续写诗。
第一次世界大战爆发后，特拉克尔担任了随军药剂师，亲身亲历了血肉横飞的格罗德克战役。在10多天里，他必须一个人照料80多个残肢断臂，狂呼嚎叫的伤员。残酷的战争使他几乎精神失常，自杀未遂，后被送往克拉考战地医院的精神病科，在医院里特拉克尔陷入了更深的抑郁症中。他写信给冯菲克尔寻求帮助，冯菲克尔让特拉克尔与维特根斯坦联系，当收到特拉克尔的信后维特根斯坦立即赶到克拉考医院，却发现特拉克尔已经在三天前服食可卡因自杀。

## 评论与评价
特拉克尔的诗作富于象征性和多重意义，是德国表现主义诗歌的代表。

## 诗集阅读
- Red Yucca – German Poetry in Translation （页面存档备份，存于） (trans. Eric Plattner)
- Translation of Trakl Poem （页面存档备份，存于）
- Translations of Trakl on PoemHunter — PDF
- Twenty Poems, trans. by James Wright and Robert Bly — PDF file of a 1961 translation, listed in Bibliography
- The Complete Writings of Georg Trakl in English （页面存档备份，存于） – translations by Wersch and Jim Doss
- （页面存档备份，存于） Trakl texts set to music, translated by Bertram Kottmann
- Georg Trakl的作品  - 古騰堡計劃
- 互联网档案馆中格奥尔格·特拉克尔的作品或与之相关的作品
- 來自格奥尔格·特拉克尔的LibriVox公共領域有聲讀物

## 作品集
- 《诗集》（Gedichte），诗歌集，1913年出版
- 《塞巴斯蒂安在梦中》（Sebastian im Traum，英文名Sebastian in the Dream），诗歌集，1915年出版
- 《Der Herbst des Einsamen》（The Autumn of The Lonely），1920年出版
- 《Gesang des Abgeschiedenen》（Song of The Departed），1933年出版

In English:
- DECLINE: 12 POEMS trans. Michael Hamburger, Guido Morris / Latin Press, 1952
- Twenty Poems of George Trakl, trans. James Wright & Robert Bly, The Sixties Press, 1961
- Selected Poems, Christopher Middleton, Jonathan Cape, 1968
- Georg Trakl: A Profile, ed. Frank Graziano, Logbridge-Rhodes, 1983
- The Golden Goblet: Selected Poems of Georg Trakl, 1887-1914, trans. Jamshid Shirani & A. Maziar, Ibex Publishers, 1994
- Song of the West: Selected Poems, trans. Robert Firmage, North Point Press, 1988
- Autumn Sonata: Selected Poems of Georg Trakl, trans. Daniel Simko, Asphodel Press, 1998
- Poems and Prose, Bilingual edition, trans. Alexander Stillmark, Libris, 2001